# Castañas asadas

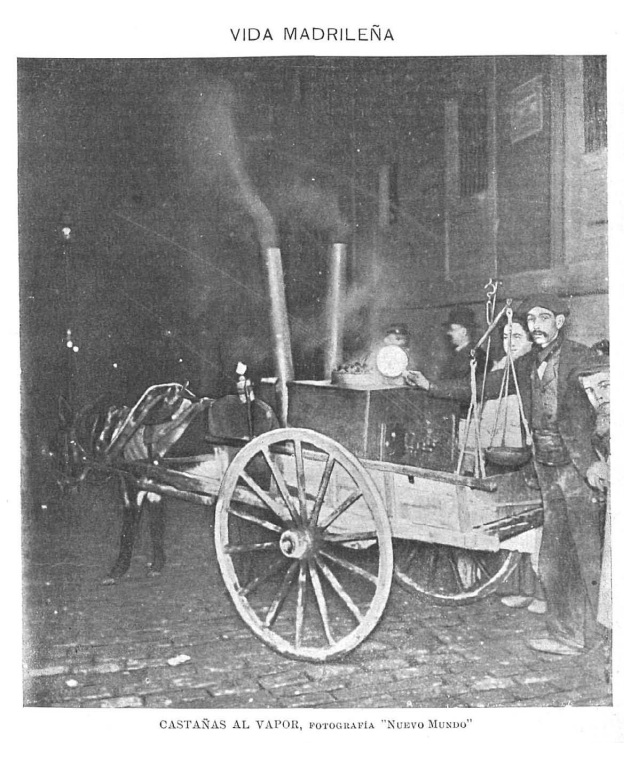
Puesto callejero de castañas en Madrid en enero de 1902

Las castañas asadas es una preparación simple de los meses de otoño que consiste en castañas (Castanea) expuestas a un foco calorífico con la intención de ser preparadas mediante asado. En algunas ciudades, durante el periodo invernal, se preparan asadores portátiles con la intención de vender las castañas asadas en puestos callejeros. En este caso las castañas se venden en cucuruchos de papel (generalmente de hojas de periódico). Es tradición en la península ibérica la tradición del Magosto (asado de castañas).